# 스웨덴 문화원
스웨덴 문화원(스웨덴어: Svenska institutet)는 1945년에 설립된 스웨덴의 비영리 단체로, 스웨덴 정부에 의해 설립된 공적인 국제 문화 교류 기관이며 각국의 스웨덴어 보급과 스웨덴과 외국 간 교육·문화 교류를 목적으로 하고 있다. 스톡홀름에 본부가 있다.

## 같이 보기
- 공공외교
- 영국 문화원